# 朝乃若樹
朝乃若 樹（あさのわか いつき、1995年6月22日 - ）は、新潟県佐渡市出身で、高砂部屋所属の現役大相撲力士。本名は寺沢 樹（てらさわ -）。身長183.2cm、体重133.4kg、血液型はA型。最高位は東十両4枚目（2022年3月場所、7月場所）。

## 来歴
相撲は祖父に連れられて行った佐渡相撲教室で、佐渡市立金井小学校2年次から始めた。中学校からは石川県へ相撲留学。金沢市立鳴和中学校に進学して、3年次に全国中学校相撲選手権大会で個人準優勝。金沢市立工業高校では2年次に宇佐大会で団体優勝、金沢大会と高校総体で団体準優勝を経験。3年次には金沢大会と高校総体で団体3位、国体で個人4位の実績を残した。高校卒業後は一時大相撲入りを検討するも、今の実力では通用しないと考えて東洋大学に進学した。大学では4年次に宇佐大会と金沢大会で優勝、全国学生相撲選手権大会と全日本相撲選手権大会ではベスト16の成績を残した。
大学3年次に高砂部屋付きの15代若松（元幕内・朝乃若）から勧誘を受けており、大学卒業後は同部屋に入門した。付出の資格は無かったため前相撲からのデビューとなり、2018年3月場所で初土俵を踏んだ。初土俵同期生には木﨑海らがいる。翌5月場所で序ノ口の番付に名前が載ったが、椎間板ヘルニアを患って途中休場。6月に手術を受けて休場が続いたため、同年9月場所で番付外に転落した。休場中、師匠の7代高砂（元大関・朝潮）からは「ケガが治れば幕下ぐらいまでは、すぐに上がれる」と激励された。
2019年1月場所で前相撲に出場して再出世。番付に再び名前が載った翌3月場所は7戦全勝で序ノ口優勝を果たす。翌5月場所は初めて序二段に上がり、7番目で栃神山に敗れたが6勝1敗と大きく勝ち越した。三段目に昇進した7月場所は7戦全勝とし、部屋の兄弟子の朝天舞との優勝決定戦を制して三段目優勝を果たした。翌9月場所で幕下に昇進して以降は幕下の地位に定着、2020年9月場所では幕下優勝した。自己最高位となる西幕下4枚目で迎えた翌11月場所では、3勝3敗で迎えた千秋楽に初の十両での相撲となる貴源治戦に敗れ負け越し、続く2021年1月場所も2連勝からの5連敗で2場所連続の負け越しとなり番付を西幕下18枚目まで下げたものの、翌3月場所から3場所連続で勝ち越し、自己最高位の東幕下筆頭で迎えた9月場所も、5番相撲となる9日目に勝ち越しを決め、新十両昇進確実となった。場所後に行われた11月場所の番付編成会議で新十両昇進が正式に決定し、十両昇進に合わせて四股名を15代若松の現役名と同じ「朝乃若」へ改名することが発表された。「思い切り相撲を取る姿にも憧れていたし、ケガも少ない親方だった。それでしこ名を頂くことにしました」と若松親方に直談判して了承を得たという。
11月場所は2日目の北青鵬からの不戦勝で初日を出し、関取の地位での初白星を挙げた格好となった。「今朝（稽古後に）聞いて『まさか』と。少しホッとした感じはあったけど、明日からまた気持ちを入れ直して頑張りたい」と北青鵬の休場には意外の感を表した。11日目に勝ち越しを確定させ、この日に「思い切って気負わずに。いってらっしゃい」と朝乃若を送り出した部屋の朝乃山へ「おかげさまでと（報告したい）。恩返しできたかなと思います」と感謝を示した。
2022年7月場所14日目の照強戦は初めての幕内の土俵。突き出しで勝って初めての懸賞金を受け取った。取組後「相撲に導いてくれた師匠なので」と祖父に懸賞金をプレゼントする意向を示した。
2022年8月29日に新型コロナウイルス感染が判明。9月8日に隔離措置が解除されたため、9月11日が初日の同年9月場所には初日から出場する予定で割に名前も入っていたが、体調不良のため初日に休場を届け出た。同場所2日目（9月12日）に「新型コロナウイルス感染症、同後遺症で約2週間の安静加療を要する見込み」という内容の診断書を提出した。新型コロナウイルス感染症の後遺症による本場所休場は、十両以上では初めての事例となった。場所後の秋巡業期間中、朝乃若は「結局、場所中も39度近い発熱があったり、ふらつきなどがずっとありました。途中出場も考えたけどダメでした」「階段の上り下りですぐに息が上がったりと私生活もきつい時期がありました」と明かした。発症期間中ではなく後遺症での休場であったため番付上の救済措置はなく、6場所連続で務めた十両の地位を失い、西幕下4枚目に降下。伊勢ヶ濱審判部長は「（朝乃若は）コロナでの休場ではないので、（番付が）据え置きにはならないです」との認識を示した上で「あの位置で全敗だったら、あそこらへんまで落ちるのは全然不思議じゃないです」と述べた。また、親方衆からもこの措置に異論はないと説明していた。西幕下4枚目となった11月場所では7戦全敗に終わり、2004年11月場所の琴乃峰以来となる、十両から幕下降格直後の場所で出場して7戦全敗した力士となった。2023年5月場所11日目の6番相撲では、土俵際での仕切り、猫騙し、裾払いと、奇策に次ぐ奇策で現役最重量252kgの出羽ノ城に勝利して話題となった。このような奇策の数々を講じたのは、9日目の大日堂-出羽ノ城戦で重い出羽ノ城相手に約3分の長い相撲で疲労困憊になって中々起き上がれなかった大日堂を出番待ちの土俵下で見ていたためであった。。
2024年5月場所2日目から弓取り担当を務めている。同日から横綱照ノ富士が途中休場したことに伴い、聡ノ富士に代わって務めることになったもので、弓取りの担当に選ばれたとの連絡は、同日の昼に15代若松を通じて受けた。関取経験者が幕下以下に番付を下げた後に、弓取り式を務めたのは1991年7月場所の秀ノ花以来。

## 取り口
突き押しが武器で突き落としもよく決まるが、相撲の流れで安易に左右に動く癖がある。また、軽量のため正攻法の押しや寄りに弱い傾向にある。

## エピソード
- 2020年7月場所2日目の7月20日に、高砂部屋の敷地内に干していた稽古廻しを盗まれる被害に遭った[24]。同年8月14日時点で、被害届は提出しているが犯人は見つかっていないという[24]。この廻しにはペットのウサギの遺骨が入ったお守りを忍ばせてあり、盗難被害によりお守りも失ってしまった[25]。1983年に入門した部屋マネジャー（当時）の松田哲博も「記憶にない」と語る珍しい事件であり、相撲協会も2番目の取組を3日目から4日目に延期する配慮を見せたが、この場所は3勝4敗と負け越した[24]。翌9月場所は「番付発表で切り替えた」[25]「心の中で今も一緒に戦っています」[26]と語り、7戦全勝で幕下優勝を果たした。
- 2025年1月場所、7番相撲の自身の取組は、14日目の東：海乃島－西：朝乃若という対戦で、海乃島にとっては現役最後の相撲であった。海乃島に襷反りという珍しい決まり手を決められて敗れた際、小走りで西の花道を引き揚げて東の花道の奥に向かい、現役を引退する海乃島に花束を渡したことが話題を誘った[27]。
- 協会公式プロフィールによると、好きなお笑いタレントはジミー大西、好物はミカン[28]。

## 主な成績
2025年7月場所終了現在
- 通算成績：158勝145敗25休（44場所）

### 各段優勝
- 幕下優勝：1回（2020年9月場所）
- 三段目優勝：1回（2019年7月場所）
- 序ノ口優勝：1回（2019年3月場所）

### 場所別成績
| | 一月場所 初場所（東京） | 三月場所 春場所（大阪） | 五月場所 夏場所（東京） | 七月場所 名古屋場所（愛知） | 九月場所 秋場所（東京） | 十一月場所 九州場所（福岡） |
| --- | ----------------------- | ----------------------- | ----------------------- | --------------------------- | ----------------------- | --------------------------- |
| 2018年 （平成30年） | x                       | （前相撲）              | 東序ノ口16枚目 1–2–4    | 東序ノ口25枚目 休場 0–0–7   | （番付外）              | （番付外）                  |
| 2019年 （平成31年 /令和元年） | （前相撲）              | 西序ノ口19枚目 優勝 7–0 | 西序二段14枚目 6–1      | 西三段目51枚目 優勝 7–0     | 東幕下30枚目 3–4        | 西幕下38枚目 6–1            |
| 2020年 （令和2年） | 東幕下15枚目 2–5        | 東幕下32枚目 3–4        | 感染症拡大 により中止   | 東幕下38枚目 3–4            | 東幕下42枚目 優勝 7–0   | 西幕下4枚目 3–4             |
| 2021年 （令和3年） | 東幕下7枚目 2–5         | 西幕下18枚目 4–3        | 西幕下13枚目 5–2        | 西幕下6枚目 6–1             | 東幕下筆頭 5–2          | 東十両13枚目 10–5           |
| 2022年 （令和4年） | 東十両6枚目 9–6         | 東十両4枚目 5–10        | 西十両8枚目 10–5        | 東十両4枚目 7–8             | 西十両5枚目 0–1–14      | 西幕下4枚目 0–7             |
| 2023年 （令和5年） | 西幕下34枚目 3–4        | 東幕下45枚目 4–3        | 東幕下38枚目 3–4        | 西幕下48枚目 1–6            | 西三段目16枚目 6–1      | 西幕下38枚目 4–3            |
| 2024年 （令和6年） | 東幕下32枚目 4–3        | 西幕下26枚目 4–3        | 西幕下20枚目 4–3        | 東幕下15枚目 0–7            | 西幕下50枚目 5–2        | 東幕下30枚目 2–5            |
| 2025年 （令和7年） | 西幕下48枚目 1–6        | 西三段目10枚目 2–5      | 西三段目37枚目 3–4      | 東三段目60枚目 1–6          | x                       | x                           |
| 各欄の数字は、「勝ち-負け-休場」を示す。 優勝 引退 休場 十両 幕下 三賞：敢=敢闘賞、殊=殊勲賞、技=技能賞 その他：★=金星 番付階級：幕内 - 十両 - 幕下 - 三段目 - 序二段 - 序ノ口 幕内序列：横綱 - 大関 - 関脇 - 小結 - 前頭（「#数字」は各位内の序列） |                         |                         |                         |                             |                         |                             |

## 改名歴
- 寺沢 樹（てらさわ いつき）2018年3月場所 - 2021年9月場所
- 朝乃若 樹（あさのわか -）2021年11月場所 -